# Olwyn Byron
Olwyn Byron est une physicienne britannique qui est professeure de biophysique à l'Université de Glasgow et présidente de la British Biophysical Society. Elle est membre du groupe directeur du Physics of Life UK Network qui a reçu la médaille et le prix Rosalind Franklin 2020 de l'Institut de physique.

## Jeunesse et éducation
Byron est étudiante de premier cycle à l'Université de Durham. Elle part ensuite à l'Université d'Aberdeen en tant qu'étudiante diplômée, où elle obtient une maîtrise en biophysique. Byron va à l'université de Nottingham, où sa recherche doctorale porte sur la structure-propriété dans B72.3 .

## Recherche et carrière
En 1992, Byron rejoint la faculté de l'Université de Leicester, où elle travaille dans le domaine de la technologie bimoléculaire appliquée. Elle rejoint l'Université de Glasgow en 1997 et est promue professeure en 2016.
Byron étudie le comportement en solution des macromolécules et des complexes. Elle s'intéresse à la forme en solution des molécules et à la force des complexes qu'elles forment. Elle siège au groupe directeur du réseau Physics of Life, une équipe de biologistes et de physiciens qui cherchent à développer une compréhension globale des processus biologiques sur plusieurs échelles de longueur, des molécules aux systèmes . Ces découvertes contribuent à éclairer une nouvelle génération de vaccins contre la grippe . Byron est élue présidente de la British Biophysical Society en 2018 .
En 2020, elle reçoit de l'Institute of Physics le Rosalind Franklin Medal and Prize Physics of Life UK Network (PoLNET) ,

## Publications
- (en) Joao H. Morais-Cabral, Petosa C, Mike Sutcliffe, Raza S, Byron O, Poy F, Marfatia SM, Chishti AH et Liddington RC, « Crystal structure of a PDZ domain », Nature, NPG et Springer Science+Business Media, vol. 382, no 6592,‎ 1er août 1996, p. 649-652 (ISSN 1476-4687 et 0028-0836, OCLC 01586310, PMID 8757139, DOI 10.1038/382649A0).
- (en) B Short, C Preisinger, R Körner, R Kopajtich, O Byron et Francis A. Barr, « A GRASP55-rab2 effector complex linking Golgi structure to membrane traffic », Journal of Cell Biology, Rockefeller University Press (d), vol. 155, no 6,‎ 10 décembre 2001, p. 877-883 (ISSN 0021-9525 et 1540-8140, OCLC 1390147, PMID 11739401, PMCID 2150909, DOI 10.1083/JCB.200108079).
- (en) Myszka DG, Abdiche YN, Arisaka F, Byron O, Eisenstein E, Hensley P, Thomson JA, Lombardo CR, Schwarz F, Stafford W et Doyle ML, « The ABRF-MIRG'02 study: assembly state, thermodynamic, and kinetic analysis of an enzyme/inhibitor interaction », Journal of Biomolecular Techniques, vol. 14, no 4,‎ 1er décembre 2003, p. 247-269 (ISSN 1524-0215 et 1943-4731, PMID 14715884, PMCID 2279960).